# Conseil national de la protection de la nature
Le Conseil national de la protection de la nature (CNPN) créé en 1946, est une institution rattachée au  ministère de la transition écologique et de la cohésion des territoires français, chargée d'étudier et de donner un avis consultatif sur les projets et textes législatifs ou réglementaires concernant la préservation des espèces sauvages et des espaces naturels, notamment la création d'aires protégées sur le territoire métropolitain et en Outre-mer et la délivrance de dérogations à la protection des espèces dans le cas de projets d'aménagement. Son cadre d'intervention est encadré par l'article L134-2 du code de l'environnement et précisé par le R134-20 du même code.
Le CNPN est un groupe pluridisciplinaire d'experts, dont l'(ex) comité permanent et le rôle ont fait l'objet de plusieurs réformes ou projets de réforme . Initialement présidé par le ministre de l'Éducation nationale, puis (à partir de 1977) sous le contrôle du ministre chargé de la protection de la nature jusqu'en 2017, date à laquelle sa gouvernance et sa composition ont été revues.
Ces experts sont depuis 2017 désignés intuitu personae et reconnus pour leurs compétences (en biodiversité, écologie, gestion et conservation des milieux naturels, géologie, sociologie, anthropologie, droit de l’environnement…), venant de tout le territoire français dont les territoires ultra-marins. Leur avis, consultatif mais rendu obligatoire pour un certain nombre de procédures, vise à éclairer les décisions de l'Etat (incluant les décisions des préfets) sur des sujets complexes concernant la biodiversité.
Les avis du CNPN ont appuyé l'évolution des pratiques des autorités environnementales (préfets de région) vers le principe  « éviter-réduire-compenser » qui tend lui-même à faire évoluer l'évaluation environnementale, les mesures compensatoires et restauratrices. La loi pour la reconquête de la biodiversité (2016) a demandé aux pétitionnaires de projets d’atteindre «  une absence de perte nette de biodiversité  » et il revient au CNPN d'évaluer rigoureusement la possibilité d'atteinte de cet objectif par les projets d'aménagement.

## Missions
Le CNPN est ainsi chargé de rendre des avis relatifs:
- aux projets de loi, d’ordonnance et de décret qui lui sont soumis en application de l’article L. 134-2 du code de l’environnement;
- aux projets d’arrêtés pour lesquels l’avis du CNPN est requis, concernant en particulier la faune, la flore, la fonge et les aires protégées;
- aux dossiers d’importance nationale relatifs à la protection des espèces et de leurs habitats, en particulier les dossiers de demande de dérogation à la protection des espèces incluant au moins une espèce de compétence CNPN listées par l'arrêté du 6 janvier 2020 ;
- aux projets et aux bilans de Plans Nationaux d'Action
- à l'agrément des Conservatoires Botaniques Nationaux[9]
- dans le domaine des aires protégées
  - aux projets de création d’un parc national et à son projet de charte et à la révision de celle-ci[10], aux projets d’extension du périmètre d’un cœur du parc national et celui du territoire des communes ayant vocation à adhérer à la charte[11] et au projet de modification de la charte[12]
  - aux projets de classement et de renouvellement de classement d’un parc naturel régional et de son projet de charte s'agissant des parcs pour lesquels l'avis motivé de l'État sur l'opportunité du projet est intervenu avant l'entrée en vigueur de la loi « Biodiversité » du 8 août 2016[13]
  - à l’opportunité des projets de parc naturel régional puis aux projets de charte pour les parcs pour lesquels l'avis motivé de l'État est intervenu après l'entrée en vigueur de la loi du 8 août 2016[14] ;
  - au déclassement des deux catégories de parc naturel régional indiquées précédemment.
  - aux projets de classement[15] , ou de déclassement total ou partiel d’une réserve naturelle nationale[16] ;
- aux projets d’octroi d’agrément des sites naturels de compensation[17] ;

## Composition et organisation
Depuis 2017, le CNPN est composé de 60 membres nommés intuitu personae (30 titulaires et 30 suppléants), qui élisent leur président et leur vice-présidente en leur sein. Ces membres sont nommés pour 5 ans après un appel à candidature. Des membres sortants du CNPN sont impliqués dans la sélection des nominations auprès du ministère. Le CNPN a été renouvelé en avril 2022. Depuis avril 2022, il est présidé par Loïc Marion qui a remplacé Serge Muller. La vice-présidente est à nouveau Martine Bigan, le secrétaire est également à nouveau Serge Urbano.
Le CNPN est constitué de deux commissions auxquelles le CNPN plénier délègue une partie de ses avis :
- la commission « Espèces et Communautés Biologiques », chargée en particulier de délivrer un avis sur les demandes de dérogation à la protection stricte des espèces et les Plans nationaux d'action. Les membres de la commission élisent le Président (Nyls de Pracontal) et le Vice-Président (Maxime Zucca).
- la commission  « Espaces Protégés » chargée en particulier de délivrer un avis sur les projets de création d'aires protégées. Les membres de la commission élisent le Président (Philippe Billet) et le Vice-Président (Jean-Philippe Siblet).
Le Bureau du CNPN est composé du Président, de la Vice-Présidente, du Secrétaire et des Présidents et Vice-Présidents des deux commissions.
Le CNPN se réunit en moyenne une quarantaine de fois par an, dans différentes commissions, conduisant à environ 300 à 400 avis rendus.
Le CNPN plénier étudie notamment les dossiers liés aux projets de loi, d'arrêté, ainsi que les dossiers espèces jugés exceptionnels (concernant les grands prédateurs, par exemple) et délègue une partie des dossiers aux commissions thématiques chargées de rendre l’avis au nom du CNPN. Chaque commission, ainsi que le CNPN plénier, peuvent nommer des rapporteurs pour préparer les avis.

## Avis
L'ensemble des avis du CNPN sont mis en ligne par le Ministère de la transition écologique et de la cohésion des territoires, une fois la signature de l'avis apposée par le CNPN, pour le tenir à disposition du public via le site "avis biodiversité".
Ces avis sont consultatifs, et leur degré de prise en compte par l'administration et les pétitionnaires varie, sans qu'aucune statistique ne soit disponible. La délivrance d'un avis défavorable constitue toutefois une fragilisation importante d'un dossier, qui peut également constituer un argument juridique.

## Articulation avec les CSRPN
En 2019, le gouvernement a tenté de considérablement réduire le rôle du CNPN. Un « projet de décret relatif à la simplification de la procédure d’autorisation environnementale » a été mis en consultation publique (de mi-avril jusqu’au 6 mai 2019) ; il envisageait à partir de septembre 2019 de transférer le rôle du CNPN aux Conseils scientifiques régionaux du patrimoine naturel (CSRPN), lesquels n'étaient pas demandeurs. Seules les dérogations concernant 37 espèces particulièrement rares et emblématiques (déterminée 20 ans plus tôt) continueraient à être traitées par le CNPN (qui antérieurement donnait des avis sur des milliers d'espèces protégées). Finalement, le CNPN et les services de l'Etat sont parvenus à un consensus visant à équilibrer la répartition des dossiers entre les CSRPN et le CNPN. Les dérogations concernant une liste beaucoup plus longue conduisent à un passage en CNPN. Depuis 2020, les CSRPN doivent donc émettre un avis sur une partie des dossier de dérogation à la protection stricte des espèces. Plusieurs membres de CSRPN sont aussi membres du CNPN et des échanges réguliers ont lieu entre ces deux niveaux territoriaux, visant à homogénéiser le format et les critères utilisés pour rendre un avis.
Toutefois, de très nombreux projets d'aménagement engendrant des impacts sur les espèces protégées ne font pas l'objet d'une dérogation. Dans une tribune publiée par une vingtaine de membres du CNPN en 2019 dans Mediapart, ceux-ci relevaient que « Le CNPN analyse entre 250 et 300 dossiers d’aménagement par an, alors que l’on compte environ 5000 études d’impact chaque année. Il est douteux que 95 % des dossiers soumis à étude d’impact n’occasionnent aucune destruction d’espèces protégées. Ces autres dossiers sont instruits par les services de l’État qui, en sous-effectifs, font de leur mieux et se concentrent sur les projets ayant le plus d'impacts. De fait, le fonctionnement actuel conduit les DREAL à faire passer en CNPN les dossiers qu’ils jugent être d’ampleur nationale. ».

### Entités connexes
- Conseil de défense écologique
- Haut conseil pour le Climat
- Comité interministériel pour le développement durable
- Conseil national de la transition écologique
- Conseil national de développement durable
- Comité national de la biodiversité